# Nova Maringá
Nova Maringá est une municipalité brésilienne située dans l'État du Mato Grosso.